# Enrique Tomás Ruiz
Enrique Tomás Ruiz (Badalona, 1966) és un empresari català, president i fundador de la companyia Enrique Tomás, especialitzada en pernil ibèric.
Va néixer el 1966 a Badalona, l'onzè i darrer fill d'una parella d'immigrants, Julio Tomás i Amparo Ruiz. Per tirar endavant la família, el seu pare va obrir una lleteria a Santa Coloma de Gramenet, i a deu anys, com havien fet abans els seus germans, en sortir de l'escola va començar a treballar en el negoci familiar. En acabar la primària, va deixar els estudis i va posar-se a treballar amb la seva família. El 1982 va obrir el seu primer negoci, una cansaladeria al mercat de la Salut de Badalona, però com només tenia quinze anys, no podia ser-ne propietari ni regentar-lo legalment. Amb el temps el negoci va anar creixent i va traslladar la botiga al carrer Liszt, a la mateixa ciutat, a la qual es van sumar altres establiments.
Mentre el negoci anava creixent es va adonar del valor que els clients donaven al pernil, destacant l'ibèric, i va començar a formar-se i a especialitzar-se en aquest producte a partir de 1987. Eventualment, va començar col·laboracions per gestionar les cansaladeries de la cadena de supermercats Día. Amb l'augment de comandes de pernil per telèfon, especialment des de l'Hospitalet de Llobregat, va decidir obrir una botiga al centre comercial de la Farga, la primera en un espai d'aquestes característiques. El 2008, davant l'obertura d'una botiga al centre comercial Glòries, es va plantejar la possibilitat de posar un espai de degustació, i va néixer el model que combinava la venda amb la degustació. D'aleshores ençà ha obert nombrosos establiments amb aquest model especialitzat en el pernil. El 2012 es va obrir la botiga del carrer de Pelai de Barcelona, que s'ha considerat el vaixell insígnia de l'empresa, i li ha donat molta més visibilitat. El 2017 va assolir la xifra de 100 botigues, algunes fora de l'estat espanyol com a Mèxic, Londres o París.
Durant la pandèmia de COVID-19, va haver de mantenir tancades totes les botigues i el van posar al caire del tancament. Amb tot, el 2020 va inaugurar noves instal·lacions a Badalona, convertides en la nova seu de l'empresa. Finalment, va aconseguir superar la crisi i va començar a créixer i, aviat, va continuar amb l'obertura de noves botigues, amb una previsió de facturació el 2022 de 84 milions d'euros. El mateix any va assolir diversos contractes per introduir la seva marca en diversos hotels.